# دانشگاه خرونینگن
دانشگاه خرونینگن (به هلندی: Rijksuniversiteit Groningen) (مخفف آن RUG), , (به انگلیسی: University of Groningen) (مخفف آن یوجی UG) با تلفظ گرونینگن، یک دانشگاه پژوهشی عمومی در شهر خرونینگن در هلند است. این دانشگاه در سال ۱۶۱۴ تأسیس شد و یکی از قدیمی‌ترین دانشگاه‌ها در هلند و همچنین یکی از بزرگ‌ترین آن‌ها است. از زمان آغاز به کار این دانشگاه بیش از ۲۰۰۰۰۰ دانش‌جو از آن فارغ‌التحصیل شده‌اند. این دانشگاه عضو برجستهٔ گروه دانشگاهی کویمبرای دانشگاه‌های اروپا است.
دانشگاه خرونینگن دارای ده دانشکده، نُه مدرسه فارغ‌التحصیلی، ۲۷ مرکز مؤسسهٔ تحقیقاتی، و بیش از ۱۷۵ برنامه کارشناسی است.

## رتبه‌بندی
در رتبه‌بندی دانشگاه‌های جهان QS در سال ۲۰۲۰ دانشگاه خرونینگن در رتبه ۱۱۴دنیا و چهارم هلند قرار گرفته‌است. همچنین بر اساس رتبه‌بندی مؤسسه تایمز در سال ۲۰۲۰ این دانشگاه در رتبه ۷۳ دانشگاه‌های جهان قرار دارد.

## دانشکده‌ها
دانشکده‌های دانشگاه خرونینگن عبارتند از:
- دانشکده اقتصاد و بیزینس
- دانشکده علوم رفتاری و اجتماعی
- دانشکده الهیات و مطالعات دینی
- دانشکده هنر
- دانشکده علوم پزشکی
- دانشکده حقوق
- دانشکده علوم کیهانی
- دانشکده فلسفه
- دانشکده مهندسی و علوم